# Битва у Голотическа
Битва у Голотическа — сражение полоцкого князя Всеслава Брячиславича с волынским и туровским князем Ярополком Изяславичем, состоявшееся в 1071 году у города Голотическ.

## Предыстория
В 1068 году Всеслава Брячиславича выбил из Полоцка Изяслав Ярославич.В 1069 году он собрал войска среди води и пошёл на Новгород, был разбит.
В 1071 году Всеслав Брячиславич собрал армию среди прибалтийских народов и вернул себе Полоцк.
«В се же лето выгна Всеславъ Святополк ис Полотьска».
В том же году он пошёл к Минску против Ярополка Изяславича. Ярополк напал на Минск, чтобы не дать Всеславу осуществить вторжение.

## Сражение
Армии Всеслава и Ярополка сошлись у Голотическа (местоположение этого указанного в летописи города не установлено). Началась кровавая сеча.
Подробностей битвы летописи не сообщают. Силы сторон и потери тоже до нас не дошли. Однако итог битвы известен точно — Всеслав был разбит и бежал. Однако ему удалось удержать Полоцкое княжество. Единственными результатами битвы стало то, что Ярополк Изяславич отразил атаку Всеслава Брячиславича, но забрать что-нибудь у Полоцка не получилось. Причиной этому послужила весенняя распутица. Из-за неё до Полоцка было очень сложно дойти.
Однако это поражение не остановило полоцкого князя. В 1077 году он продолжил совершать набеги на соседние княжества.

## В массовой культуре
Выдуманная версия С. А. Булыги повествует, что Всеслав был сломлен ударом засадного полка. Однако её правдивость ничем не доказана.